# Emanuel Tov
Emanuel Tov (né le 15 septembre 1941 à Amsterdam, Pays-Bas) est professeur émérite au département biblique de l'université hébraïque de Jérusalem. Il est connu comme le rédacteur en chef du projet de publication des manuscrits de la mer Morte et comme l'autorité principale au monde en matière de critique textuelle de la Bible hébraïque.

## Biographie
Emanuel Tov (nom de naissance Menno Toff) est né à Amsterdam (Pays-Bas), le 15 septembre 1941, pendant l'occupation allemande . Pendant l'Holocauste, alors que Tov avait un an, ses parents Juda (Jo) Toff et Toos Neeter ont été déportés dans des camps de concentration et l'ont confié à une famille chrétienne. Après la guerre, il a grandi avec son oncle Juda Koekoek et sa tante Elisabeth Koekoek-Toff comme s'il était un de leurs enfants.
Dès l'âge de 14 ans, il est actif dans le mouvement de jeunesse sioniste Habonim et en est l'un des dirigeants. À l'âge de 18 ans, le mouvement l'incite à se rendre en Israël pour y suivre une formation de dirigeant et, en 1960, il devient secrétaire général de ce mouvement aux Pays-Bas. En 1961, il immigre en Israël.
Emanuel Tov est marié à Lika (née Aa). Ils ont trois enfants et quatre petites-filles.

### Éducation
En 1964, il obtient une licence en Bible et en littérature grecque et en 1967, une maîtrise en Bible hébraïque, tout en étant assistant au département biblique et au projet biblique de l'université hébraïque. En 1967-1969, il poursuit ses études au département d'études et de langues du Proche-Orient de l'université Harvard. Sa thèse, rédigée sous la direction des professeurs Shemaryahu Talmon de l'université hébraïque de Jérusalem et Frank Moore Cross de l'université Harvard, est présentée à l'université hébraïque de Jérusalem en 1973 sous le titre The Septuagint Translation of Jeremiah and Baruch (summa cum laude), ce qui lui a vaut le titre de docteur de l'université hébraïque de Jérusalem.

## Travaux
Il est l'un des éditeurs du Projet biblique de l'université hébraïque de Jérusalem. Il est membre du comité de rédaction des revues Dead Sea Discoveries et Journal of Jewish Studies. Il fait partie du comité académique de Magnes Press. Il est le cofondateur et le président (1991-2000) de la Fondation des manuscrits de la mer Morte, membre du comité académique du Centre Orion pour l'étude des manuscrits de la mer Morte, et Senior Associate Fellow du Centre d'Oxford pour les études hébraïques de troisième cycle et membre honoraire de ce centre.
De 1990 à 2009, il est le rédacteur en chef du projet international de publication des manuscrits de la mer Morte, qui produit pendant ces années 33 volumes de la série Discoveries in the Judaean Desert (Découvertes dans le désert de Judée) et deux concordances.
Il publie également une édition électronique de tous les manuscrits extra-bibliques de Qumrân et une édition, imprimée en six volumes des manuscrits, destinée au grand public. Il crée également des éditions électroniques de la Bible hébraïque et grecque.

## Prix et titres honorifiques
- 1999 - 2004 - Prix de la recherche Humboldt, Allemagne.
- 2003 - Médaille Ubbo Emmius, université de Groningue.
- 2004 - Prix Emet pour la recherche biblique, Israël[3].
- 2006 - Nommé membre correspondant de la British Academy[4].
- 2008 - Doctorat honorifique de l'université de Vienne.
- 2009 - Prix d'Israël en études bibliques.
- 2010 - Médaille du Samaritain pour l'action humanitaire.
- 2012 - Nommé membre de l'Académie israélienne des sciences et lettres.
- 2017 - Nommé membre de l'Académie américaine des arts et des sciences.
- 2019 - Doctorat honorifique de l'université de Salzbourg.

## Œuvres
- Emanuel Tov, Textual Criticism of the Hebrew Bible, BRILL, 2022 (ISBN 9789004502734)